# 金曜いただきッ!
金曜いただきッ!（きんよういただきっ!）は、2003年4月4日から2009年3月27日まで、タイトルにもあるように、毎週金曜日の13:00 - 14:25（JST）に、兵庫県の独立UHF局であるサンテレビで放送された地域密着型の情報番組である。
年末年始や、毎年8月の『全国高等学校野球選手権大会』期間中は放送を休止した。2007年5月4日に放送200回を迎えた。この日のタイトルは、「いただきッ!祝200回プレゼント出まっせ」で12:00 - 13:55の2時間だった。2009年3月27日で終了。

## 出演者

### メイン出演者
- 立原啓裕（総合司会）
- 鳥居睦子（2代目サブ司会）
- 桂春菜
- 中西のりよし（「いかが家」担当）

### レポーター（いただきッ!調査隊）
- 山本量子
- 藤田瞳
- 染谷有香
- のろし

### コーナー出演者
グルメのコツ いただきッ!
- 上田悦子（主としてお菓子、家庭料理も作ることがある）
- 西村雄次（愛称は「にっしゃん」、主として洋食）
- 佐藤俊男（愛称は「さとしお」、主として和食）

GET GOAL VISSEL
- 木内亮（サンテレビアナウンサー）

※木内が担当できないときは、同局アナウンサーの小浜英博が代理を務め、木内は電話越しで出演することがある。
シネマ情報
- 津田なおみ

### 途中降板した出演者
- 梅田エリカ（初代サブ司会）
- 安岡由記子
- 和田じゅん
- 井上優里
- しんたくいぬい
- ダブルダッチ

「グルメのコツ いただきッ!」料理人
- 富田常夫（愛称「ムッシュ」、洋食・フレンチ料理担当）
- 権藤一巳（愛称「権ちゃん」、和食担当2008年に行われた『洞爺湖サミット』の料理長抜擢のため、ウィンザーホテルへ異動、2007年11月2日の放送分で降板）

## 主なコーナー
- オープニング

放送開始丸5年を迎えた2008年4月4日より、全員が立ってオープニングを迎えることになった。立原、鳥居、春菜が挨拶し、その後出演メンバーが担当するコーナーの内容などを伝え、最後にその日の「e-Fax」のテーマが発表され、それにまつわるトークをした後に番組がスタートする。2007年の夏の甲子園休止再開後、eメール・ファックスが増えたため、「200字程度でお願いします」というお願いテロップも流された。
- e-Fax松竹梅

毎週設定されるテーマに基づいて、視聴者が、はがきやEメール、FAXでそのテーマにまつわる逸話や思い出を投稿する。「松竹梅」と付いているのは、プレゼントのランクであり、エンディングで全てのメール・ファックスの中から、抽選される。松コースは、視聴者に生電話し、4文字（ときどき「キャ」などのように1箇所に2文字あり、トータルで5文字となる場合もある）の合言葉を、番組の途中で2箇所めくられた状態で当ててもらう。正解すれば1万円獲得となる。分からずに、もう1箇所めくると半額の5000円獲得となる。なお、この合言葉は、はがきでプレゼントを応募する際に必要となり、毎週設定されるe-Faxのテーマに関する言葉になっている。竹コースは大阪削鰹の詰め合わせが1人、梅コースは立原が1つ、その日に視聴者プレゼントされる賞品群の中からチョイスした1品を1人に贈られる。松コースまでの抽選が終了後、「残り福」として3人に揚げ饅頭が贈られていたが、2007年10月から廃止された。
- いただきッ!調査隊がゆく

番組の核となり、ほとんどの内容がここに含まれるコーナーの冠。兵庫県に関する情報（「兵庫MONO語り（ひょうごモノがたり）」）や、美容をテーマにした「キレイのコツいただきッ!」など多岐に渡る。
- いかが家（いかがや）

放送当初からのコーナー「いただきッ!いかがっすか」が装いも新たに2008年5月2日より開始。内容はほぼ「いかがっすか」と同じでサンテレビガールズの一人が登場する。さまざまな情報を伝えプレゼントもある。番組の終盤前に行われる時は、前放送回のプレゼント当選者が発表される。また、月末にはジュンク堂書店三宮店での月間ベストセラーが発表され、その中の本がプレゼントされる。通常はテレビアニメ『サザエさん』のエンディングの「サザエさん一家」の冒頭がかけられるが、コーナーゲストがある場合には、違ったBGMが流されるようになっていたが、2008年5月16日より、ゲストの有無にかかわらず、ゲストが出演した際にかけるといっていたBGMがかけられるようになった。
- グルメのコツ いただきッ!

いわゆる料理コーナー。毎週上記の料理人から1人が登場する。冒頭、立原と鳥居によるタイトルコールが有る。立原が「プロの技を盗んでいただいて、奥様の腕を」と言うと鳥居が「ギュッ!と」と言いながら腕を上げつつ、再度立原が「上げてもらおうというコーナーです」と言って、料理人を紹介する。調理後は、春菜も含め試食をする。その後、2008年4月4日より、オープニングで行っていた視聴者からのはがきを読むスタイルへと変更した。
- e-Faxティーブレイク

番組の中盤及び後半部分に差し掛かった頃にある。「ティーブレイク」とあるように、スイーツを味わいつつ、eメールとファックスを紹介する。2007年11月2日放送分から2008年5月9日までは、姫路で開催された『姫路菓子博2008』にちなんだスイーツが出された。2008年5月16日からは、上記「グルメのコツ いただきッ!」の料理人のひとりでもある上田悦子が営む「ティータイム」のスイーツが出された。

### 月1回などの不定期コーナー
- 東急ハンズ イチ押しマンスリー

「マンスリー」と付くだけあり、月1回月末のみの放送となる。東急ハンズから1人店員が生出演し、商品をプレゼンする。
- GET GOAL VISSEL

地元神戸にあるJリーグの「ヴィッセル神戸」にまつわる情報を伝える。アナウンサーの木内が担当する。
- シネマ情報

公開間近の映画の情報を伝える。津田が担当する。
- いただきッ!いらっしゃい
- 立原健康堂
- 週末ココイコ!
- ちょいチク高座
- 行かなわからん! ローカル駅の旅
- ジョーシンのツボいただきッ!
- SUN-TVニュース

通常版では実施されないコーナーで、特別編成で放送時間が12時台へ繰り上がる場合や、放送時間の拡大などで、番組の前後（12:55、14:55）に放送できない場合、ニュースそのものを内包してしまうというもの。担当は岸本尚実が務めることが多い。

## テーマ曲
- 「夢の中へ」

井上陽水の楽曲で、後に斉藤由貴がカバーした歌。ピアノバージョンがオープニングと提供提示の際に流されるが、タイトル提示の時は、オーケストラ調にアレンジされたものが流される。なお､この2曲は1998年10月2日～1999年3月26日に放送されたテレビアニメ｢彼氏彼女の事情｣（テレビ東京系）のサウンドトラックに収められている（同作品のEDが｢夢の中へ｣だったため）。また､｢e-fax松竹梅｣のコーナーでも同作品の劇伴が使用された｡

### ジングル
2007年7月6日にチキンガーリックステーキが生出演し、その際に「番組のジングル（CMに入る前の5秒間に流される音楽）を録音したい」ということで、生放送中にもかかわらずそれを収録し、翌週の同年7月13日から、チキンガーリックステーキのジングルが使われている。2008年5月2日に再度生出演し、立原曰く「コーヒーを何杯でも飲ませる」という条件で依頼し、2種類のジングルが作成され、状況に応じて使い分けると立原が言明し、2週後の2008年5月16日放送分から2週類のジングルが交互に流された。